# Chris Carmichael
Chris Carmichael (* 24. Oktober 1961 in Berkeley, Kalifornien) ist ein Radsport- und Triathlontrainer sowie Geschäftsführer von „Carmichael Training Systems“.

## Trainerkarriere
Bekannt wurde er als Trainer von Lance Armstrong und weiteren bekannten Fahrern wie George Hincapie. Carmichael wurde aufgrund seiner Leistungen als US-amerikanischer Trainer des Jahres ausgezeichnet. Athleten, die unter ihm trainierten, haben 33 Medaillen bei Olympischen Spielen, Weltmeisterschaften und Panamerikanischen Meisterschaften gewonnen.

## Weblink
- Carmichael Training Systems

| Personendaten    | Personendaten                                    |
| ---------------- | ------------------------------------------------ |
| NAME             | Carmichael, Chris                                |
| KURZBESCHREIBUNG | US-amerikanischer Radsport- und Triathlontrainer |
| GEBURTSDATUM     | 24. Oktober 1961                                 |
| GEBURTSORT       | Berkeley, Kalifornien                            |